# Estoril Open 2004 - Qualificazioni singolare maschile
Le qualificazioni del singolare maschile dell'Estoril Open 2004 sono state un torneo di tennis preliminare per accedere alla fase finale della manifestazione. I vincitori dell'ultimo turno sono entrati di diritto nel tabellone principale. In caso di ritiro di uno o più giocatori aventi diritto a questi sono subentrati i lucky loser, ossia i giocatori che hanno perso nell'ultimo turno ma che avevano una classifica più alta rispetto agli altri partecipanti che avevano comunque perso nel turno finale.
Le qualificazioni del torneo Estoril Open 2004 prevedevano 32 partecipanti di cui 4 sono entrati nel tabellone principale.

## Teste di serie
1. Tomáš Berdych (secondo turno)
2. Florian Mayer (Qualificato)
3. Tomáš Zíb (primo turno)
4. Jean-René Lisnard (primo turno)

1. Jan Hernych (ultimo turno)
2. Björn Phau (ultimo turno)
3. Jiří Vaněk (Qualificato)
4. František Čermák (primo turno)

## Qualificati
1. Attila Sávolt
2. Florian Mayer

1. Vasilīs Mazarakīs
2. Jiří Vaněk

## Tabellone

### Legenda
| - Q = Qualificato - WC = Wild card - LL = Lucky loser | - ALT = Alternate - SE = Special Exempt - PR = Protected Ranking | - w/o = Walkover - r = Ritirato - d = Squalificato |

### Sezione 1
|  | Primo turno      | Primo turno      | Primo turno     | Primo turno | Primo turno |  |  | Secondo turno | Secondo turno    | Secondo turno    | Secondo turno | Secondo turno |   |   | Ultimo turno | Ultimo turno  | Ultimo turno  | Ultimo turno | Ultimo turno |  |
|  |                  |                  |                 |             |             |  |  |               |                  |                  |               |               |   |   |              |               |               |              |              |  |
|  | 1                | Tomáš Berdych    | Tomáš Berdych   | 6           | 6           |  |  |               |                  |                  |               |               |   |   |              |               |               |              |              |  |
|  |                  | Joao Relvas      | Joao Relvas     | 1           | 0           |  |  | 1             | Tomáš Berdych    | 6                | 4             | 4             |   |   |              |               |               |              |              |  |
|  | Attila Sávolt    | Attila Sávolt    | Attila Sávolt   | 6           | 6           |  |  |               | Attila Sávolt    | 4                | 6             | 6             |   |   |              |               |               |              |              |  |
|  | David Cardoso    | David Cardoso    | David Cardoso   | 0           | 1           |  |  |               |                  |                  |               |               |   |   |              | Attila Sávolt | Attila Sávolt | 6            | 6            |  |
|  | Jorge Laranjeiro | Jorge Laranjeiro | 6               | 4           | 6           |  |  |               |                  | 5                | Jan Hernych   | Jan Hernych   | 2 | 2 |              |               |               |              |              |  |
|  | Goncalo Pereira  | Goncalo Pereira  | 1               | 6           | 4           |  |  |               | Jorge Laranjeiro | Jorge Laranjeiro | 2             | 1             |   |   |              |               |               |              |              |  |
|  | 5                | Jan Hernych      | Jan Hernych     | 7           | 6           |  |  | 5             | Jan Hernych      | Jan Hernych      | 6             | 6             |   |   |              |               |               |              |              |  |
|  |                  | Viktor Bruthans  | Viktor Bruthans | 6(1)        | 3           |  |  |               |                  |                  |               |               |   |   |              |               |               |              |              |  |

### Sezione 2
|  | Primo turno       | Primo turno       | Primo turno       | Primo turno | Primo turno |  |  | Secondo turno     | Secondo turno     | Secondo turno     | Secondo turno | Secondo turno |   |   | Ultimo turno | Ultimo turno  | Ultimo turno | Ultimo turno | Ultimo turno |  |
|  |                   |                   |                   |             |             |  |  |                   |                   |                   |               |               |   |   |              |               |              |              |              |  |
|  | 2                 | Florian Mayer     | Florian Mayer     | 6           | 6           |  |  |                   |                   |                   |               |               |   |   |              |               |              |              |              |  |
|  |                   | Gorka Fraile      | Gorka Fraile      | 1           | 3           |  |  | 2                 | Florian Mayer     | Florian Mayer     | 6             | 6             |   |   |              |               |              |              |              |  |
|  | Tiago Godinho     | Tiago Godinho     | Tiago Godinho     | 6           | 6           |  |  |                   | Tiago Godinho     | Tiago Godinho     | 0             | 2             |   |   |              |               |              |              |              |  |
|  | Edgar Campos      | Edgar Campos      | Edgar Campos      | 3           | 3           |  |  |                   |                   |                   |               |               |   |   | 2            | Florian Mayer | 6            | 4            | 6            |  |
|  | Frederico Marques | Frederico Marques | Frederico Marques | 6           | 6           |  |  |                   |                   |                   | Jurij Ščukin  | 4             | 6 | 3 |              |               |              |              |              |  |
|  | Nuno Jacinto      | Nuno Jacinto      | Nuno Jacinto      | 0           | 1           |  |  | Frederico Marques | Frederico Marques | Frederico Marques | 1             | 2             |   |   |              |               |              |              |              |  |
|  |                   | Jurij Ščukin      | Jurij Ščukin      | 6           | 6           |  |  | Jurij Ščukin      | Jurij Ščukin      | Jurij Ščukin      | 6             | 6             |   |   |              |               |              |              |              |  |
|  | 8                 | František Čermák  | František Čermák  | 3           | 4           |  |  |                   |                   |                   |               |               |   |   |              |               |              |              |              |  |

### Sezione 3
|  | Primo turno         | Primo turno         | Primo turno         | Primo turno | Primo turno |  |  | Secondo turno       | Secondo turno       | Secondo turno       | Secondo turno | Secondo turno |   |    | Ultimo turno | Ultimo turno      | Ultimo turno      | Ultimo turno | Ultimo turno |  |
|  |                     |                     |                     |             |             |  |  |                     |                     |                     |               |               |   |    |              |                   |                   |              |              |  |
|  |                     | Vasilīs Mazarakīs   | Vasilīs Mazarakīs   | 7           | 7           |  |  |                     |                     |                     |               |               |   |    |              |                   |                   |              |              |  |
|  | 3                   | Tomáš Zíb           | Tomáš Zíb           | 6           | 63          |  |  | Vasilīs Mazarakīs   | Vasilīs Mazarakīs   | Vasilīs Mazarakīs   | 6             | 6             |   |    |              |                   |                   |              |              |  |
|  | Marc-Kevin Goellner | Marc-Kevin Goellner | Marc-Kevin Goellner | 6           | 6           |  |  | Marc-Kevin Goellner | Marc-Kevin Goellner | Marc-Kevin Goellner | 4             | 3             |   |    |              |                   |                   |              |              |  |
|  | Diogo Schaefer      | Diogo Schaefer      | Diogo Schaefer      | 0           | 2           |  |  |                     |                     |                     |               |               |   |    |              | Vasilīs Mazarakīs | Vasilīs Mazarakīs | 6            | 7            |  |
|  | Joao Fernandes      | Joao Fernandes      | 7                   | 62          | 7           |  |  |                     |                     | 6                   | Björn Phau    | Björn Phau    | 3 | 63 |              |                   |                   |              |              |  |
|  | Martim Manoel       | Martim Manoel       | 5                   | 7           | 5           |  |  |                     | Joao Fernandes      | Joao Fernandes      | 1             | 0             |   |    |              |                   |                   |              |              |  |
|  | 6                   | Björn Phau          | Björn Phau          | 6           | 6           |  |  | 6                   | Björn Phau          | Björn Phau          | 6             | 6             |   |    |              |                   |                   |              |              |  |
|  |                     | Manuel Costa Matos  | Manuel Costa Matos  | 0           | 1           |  |  |                     |                     |                     |               |               |   |    |              |                   |                   |              |              |  |

### Sezione 4
|  | Primo turno     | Primo turno       | Primo turno       | Primo turno | Primo turno |  |  | Secondo turno | Secondo turno  | Secondo turno  | Secondo turno  | Secondo turno |   |   | Ultimo turno | Ultimo turno | Ultimo turno | Ultimo turno | Ultimo turno |  |
|  |                 |                   |                   |             |             |  |  |               |                |                |                |               |   |   |              |              |              |              |              |  |
|  |                 | Robin Vik         | Robin Vik         | 6           | 6           |  |  |               |                |                |                |               |   |   |              |              |              |              |              |  |
|  | 4               | Jean-René Lisnard | Jean-René Lisnard | 0           | 0           |  |  | Robin Vik     | Robin Vik      | Robin Vik      | 6              | 6             |   |   |              |              |              |              |              |  |
|  | Vasco Antunes   | Vasco Antunes     | Vasco Antunes     | 6           | 6           |  |  | Vasco Antunes | Vasco Antunes  | Vasco Antunes  | 2              | 2             |   |   |              |              |              |              |              |  |
|  | Manuel Leonardo | Manuel Leonardo   | Manuel Leonardo   | 1           | 4           |  |  |               |                |                |                |               |   |   |              | Robin Vik    | Robin Vik    | 3            | 5            |  |
|  | Stéphane Bohli  | Stéphane Bohli    | Stéphane Bohli    | 6           | 6           |  |  |               |                | 7              | Jiří Vaněk     | Jiří Vaněk    | 6 | 7 |              |              |              |              |              |  |
|  | Rodrigo Brito   | Rodrigo Brito     | Rodrigo Brito     | 2           | 4           |  |  |               | Stéphane Bohli | Stéphane Bohli | Stéphane Bohli | 0r            |   |   |              |              |              |              |              |  |
|  | 7               | Jiří Vaněk        | Jiří Vaněk        | 6           | 6           |  |  | 7             | Jiří Vaněk     | Jiří Vaněk     | Jiří Vaněk     | 1             |   |   |              |              |              |              |              |  |
|  |                 | Hugo Anao         | Hugo Anao         | 3           | 0           |  |  |               |                |                |                |               |   |   |              |              |              |              |              |  |